# Nakamura Jakuemon IV
Nakamura Jakuemon IV est un nom japonais traditionnel ; le nom de famille (ou le nom d'école) précède donc le prénom (ou le nom d'artiste).
Né le 20 août 1920, Nakamura Jakuemon (中村雀右衛門) quatrième du nom, mort le 22 février 2012, est un acteur de kabuki, trésor national vivant du Japon, spécialisé dans les rôles onnagata.

## Filmographie sélective
- 1952 : Okuni et Gohei (お国と五平, Okuni to Gohei?) de Mikio Naruse
- 1954 : Une femme dont on parle (噂の女, Uwasa no onna?) de Kenji Mizoguchi : Kenji Matoba